# بیانکا دوریا
بیانکا دوریا (ایتالیایی: Bianca Doria، زادهٔ ۲۲ سپتامبر ۱۹۱۵-درگذشته ۲ فوریهٔ ۱۹۸۵)؛ هنرپیشهٔ ایتالیایی بود.
از فیلم‌های معروف او می‌توان به بازی در به‌خاطر تو مرتکب گناه شده‌ام، اتصال کوتاه (۱۹۴۳) و تعطیلات با یک گانگستر (۱۹۵۱) و فردا هم روز خداست (۱۹۵۱) اشاره کرد.